# All Shall Fall
Albums de Immortal
Sons of Northern Darkness
(2002)
All Shall Fall est le nom du huitième album studio du groupe de black metal norvégien Immortal. Il est sorti le 25 septembre 2009 en Europe et le 6 octobre 2009 aux États-Unis.
En juin 2008, Immortal commença à composer de nouvelles chansons pour leur album. Après avoir passé la plupart de leur temps en tournée, le groupe entra cette année dans les studios Grieghallen (Norvège) et Abyss (Suède) pour commencer à enregistrer en avril 2009. Un mois plus tard, le groupe termina l'enregistrement de l'album et annonça son titre.
La pochette fut révélée fin juin.

## Composition du groupe
- Chant / guitare: Abbath Doom Occulta
- Batterie: Horgh
- Basse: Apollyon
- Paroles Demonaz Doom Occulta

## Liste des titres
1. All Shall Fall - 5:58
2. The Rise Of Darkness - 5:47
3. Hordes Of War - 4:42
4. Norden On Fire - 6:15
5. Arctic Swarm - 4:01
6. Mount North - 5:07
7. Unearthly Kingdom - 8:30